# 土橋停留場
土橋停留場（どばしていりゅうじょう）とは、広島市中区堺町にある、広島電鉄の停留場である。駅番号はM12。
当停留場で本線から江波線が分岐する。

## 歴史
当停留場はまず本線の停留場として1912年（大正元年）に開業した。開業時の停留場名は土橋筋停留場（どばしすじていりゅうじょう）であったが、大正期には土橋停留場に改称されている。また、当停留場から紙屋町方面へ向かう路線は当初、北に位置する十日市町停留場を経由せずに南回りで左官町停留場まで通じていた。
一方江波線が開通したのは1943年（昭和18年）のことである。この時すでに十日市町には横川線が通じており、次いで土橋 - 十日市町間を短絡して江波線と横川線を直通させる新線の建設が進められた。従来南回りで土橋停留場と左官町停留場を結んでいた区間は軌道が敷かれている道幅が狭く、また半径の小さなカーブが連続していて電車運行の上でボトルネックとなっていたことから、円滑な電車の運行のためこの区間の解消が図られたのである。この新線は翌年の1944年（昭和19年）に開通、すでに左官町と十日市町を結んでいた横川線の線路と合わせて本線に組み込まれ、それまで南回りで土橋と左官町を結んでいた線路はこのとき廃止された。
1945年（昭和20年）8月6日には広島市への原子爆弾投下により広島電鉄の市内線も被害を受け休止されるが、路線は己斐方面から復旧、同年中には本線が、2年後には江波線が運行再開を果たしている。

### 年表
- 1912年（大正元年）12月8日：本線が己斐停留場まで開業した際に土橋筋停留場として開業[6]。
- 1917年（大正6年）ごろ：土橋停留場に改称[2]。
- 1943年（昭和18年）12月26日：江波線が舟入本町停留場まで開業[6]。
- 1944年（昭和19年）12月26日：左官町 - 土橋間の線路が十日市町経由に変更。それまでの南回りの経路は廃止される[6]。
- 1945年（昭和20年）
  - 8月6日：広島市への原子爆弾投下により休止[7]。
  - 8月19日：本線が小網町停留場から当停留場まで復旧[8]。
  - 8月21日：本線が当停留場から十日市町停留場まで復旧[6]。
- 1947年（昭和22年）11月1日：江波線が営業再開[6]。
- 1996年（平成8年）10月：駅番号「M13」を付与[9]。
- 2013年（平成25年）2月15日：9号線の運行が八丁堀停留場から江波停留場まで延長され、当停留場にも乗り入れる。
- 2014年（平成26年）2月28日：停留場の改良工事が完了[10]。
- 2022年（令和4年）7月1日：この日をもって係員による集札を取りやめる[11]。
- 2025年（令和7年）8月3日：駅番号を「M12」へ変更[12]。

土橋筋から土橋への改称時期を1919年（大正8年）ごろとする資料もあるが、『広島電鉄開業100年・創業70年史』では1918年（大正7年）時点での停留場名を「土橋」とする。

## 停留場構造
広島電鉄の市内線はほぼ全区間が道路上に軌道が敷設された併用軌道で、当停留場も道路上にホームが設けられている。土橋町交差点の上で本線から江波線が分岐しており、本線は交差点から北と西方向、江波線は南方向へ通じている。ホームは低床式で2面あり、いずれも交差点の北側、本線の線路を挟み込むように向かい合って配置されている（相対式ホーム）。2路線が分岐する停留場であるが乗り場はまとめられていて、線路の東側に広電西広島（己斐）駅・江波停留場方面の下りホーム、西側に広島駅方面の上りホームがある。上屋は1988年4月に取り付けられた。その後2014年には上屋の増設やホームの拡幅など停留場がリニューアルされている。
江波線の舟入町寄りには渡り線があり、折り返し運転の際に用いられる。

### 運行系統
本線には広島電鉄が運行するすべての系統が乗り入れているが、このうち当停留場には2号線、3号線、6号線、8号線、9号線、それに0号線が乗り入れる。当停留場を経由して本線と江波線を結ぶのは6号線、8号線、9号線で、それ以外は本線のみを使用する。「乗換え指定電停」に指定されている。
| 上りホーム （十日市町方面） | 2号線 · 6号線         | （紙屋町経由）広島駅ゆき                 |                              |  |
| 上りホーム （十日市町方面） | 3号線 · 0号線         | （紙屋町経由）日赤病院前ゆき             | （紙屋町経由）日赤病院前ゆき |  |
| 上りホーム （十日市町方面） | 3号線 · 0号線         | （紙屋町経由）広電本社前ゆき             |                              |  |
| 上りホーム （十日市町方面） | 8号線                 | 横川駅ゆき                               |                              |  |
| 上りホーム （十日市町方面） | 9号線                 | 白島ゆき                                 |                              |  |
| 下りホーム                  | 2号線                 | （広電西広島（己斐）経由）広電宮島口ゆき |                              |  |
| 下りホーム                  | 2号線 · 3号線         | 広電西広島（己斐）ゆき                   |                              |  |
| 下りホーム                  | 6号線 · 8号線 · 9号線 | 江波ゆき                                 |                              |  |

## 停留場周辺
当停留場の南東にある土橋町は「どばし」ではなく「どはし」と読む。中国新聞社の本社屋が停留場の南東徒歩5分の距離にある。
- 広島記念病院
- もみじ銀行堺町支店
- スパーク堺町店
- フジ 小網店

## 隣の停留場
広島電鉄
本線
十日市町停留場 (M11) - 土橋停留場 (M12) - 小網町停留場 (M13)
江波線
土橋停留場 (M12) - 舟入町停留場 (E01)
- 1947年（昭和22年）までは、江波線の舟入町停留場との間に上舟入停留場が存在した。